# Frankrigs håndboldlandshold (damer)
Frankrigs håndboldlandshold  er Frankrigs landshold i håndbold. Holdet vandt VM 2003 og vandt bronzemedaljer under EM 2002 og 2006.

## Historie
Siden den franske landstræner Olivier Krumbholz blev ansat i 1999, har han formået at føre det franske kvindelandshold op i den absolutte verdenstop, med i alt 15 medaljer ved internationale turneringer.

### Første succes
Den første titel Krumbholz og co. fik, var bronze ved VM 1999 i Norge og Danmark. Blandt de største resultater under Krumzholz, har man vundet to guldmedaljer ved VM, tilbage i VM 2003 i Kroatien og først fjorten år senere i VM 2017 i Tyskland. Man vandt også sølv ved Sommer-OL 2016 i Rio de Janeiro, efter et nederlag til Rusland i finalen. I 2013, valgte franske håndboldforbund at fyre Krumbholz, efter 16 år som landstræner, grundet det dårlige resultat ved det forgangne Sommer-OL 2012 i London, hvor man var røget ud i kvartfinalen til Montenegro. Forinden var Frankrig blevet nummer to ved VM 2009 i Kina og VM 2011 i Brasilien. Erstatningen kom i form af Alain Portes. Heller ikke under Portes, fik man de ønskede ambitioner om genrejsning, opfyldt. Portes nåede at være landstræner ved tre slutrunder, hvor man blev henholdsvis 6 og 7 ved VM 2013 i Serbien og VM 2015 i Danmark.

### Krumbholz tilbage
I januar 2016, valgte man at genansætte den daværende landstræner Olivier Krumbholz, der skulle kvalificere Frankrig til Sommer-OL 2016 i Rio de Janeiro. Det lykkedes Krumbholz at kvalificere holdet til Sommer-OL, hvor man blev nummer to. Og bare fire måneder senere ved EM 2016 i Sverige, fik man bronze, efter sejr over Danmark i bronzekampen.

### Medaljekurs
Succesen hos holdet, fortsatte bare de efterfølgende to år med guldmedalje ved VM 2017 i Tyskland, efter finalesejr over storfavoritterne fra Norge. I 2018, spillede holdet EM på hjemmebane, hvor man levede op til favoritrollen og vandt deres første EM-guldmedalje med finalesejr over Rusland, med cifrene 24-21. Året efter ved VM 2019 i Japan, blev man overraskende slået ud allerede i den indledende runde, efter en tæt gruppekamp mod Danmark, hvor danskerne vandt 20-18. Man havde dog forinden, allerede kvalificeret sig til Sommer-OL 2020 i Tokyo, året inden, efter man vandt EM-Guld på hjemmebane i 2018, hvilket gav direkte billet til legene.
Holdet var igen, til at se i medaljerækkerne ved EM 2020 i Danmark, hvor man nåede EM-finalen. Holdet tabte dog til Norge, med cifrene 20-22.
Ved Sommer-OL 2020 i Tokyo, havde det franske hold igen spillet sig en olympisk håndboldfinale. Denne gang igen mod Rusland. Det franske hold, vandt finalen, med cifrene 30-25, og sikrede sig dermed sin første OL-guldmedalje i kvindehåndbold. Herrelandsholdet vandt desuden, selvsamme turnering over Danmark. Dermed var de franske landshold de bare anden i historien til de vinde OL-turneringen for både mænd og kvinder samme år.

## Resultater

### Medaljeoversigt
| Turnering      | 1 | 2 | 3 | Total |
| -------------- | - | - | - | ----- |
| Olympiske Lege | 1 | 2 | 0 | 3     |
| VM i håndbold  | 3 | 4 | 0 | 7     |
| EM i håndbold  | 1 | 1 | 3 | 5     |
| Total          | 5 | 7 | 3 | 15    |

### OL-resultater
- 2000: 6.-plads
- 2004: 4.-plads
- 2008: 5.-plads
- 2012: 5.-plads
- 2016:  Sølv
- 2020:  Guld
- 2024:  Sølv

### VM-resultater
- 1999:  Sølv
- 2001: 5.-plads
- 2003:  Guld
- 2005: 12.-plads
- 2007: 5.-plads
- 2009:  Sølv
- 2011:  Sølv
- 2013: 6.-plads
- 2015: 7.-plads
- 2017:  Guld
- 2019: 13.-plads
- 2021:  Sølv

### EM-resultater
- 2000: 5.-plads
- 2002:  Bronze
- 2004: 11.-plads
- 2006:  Bronze
- 2008: 14.-plads
- 2010: 5.-plads
- 2012: 9.-plads
- 2014: 5.-plads
- 2016:  Bronze
- 2018:  Guld
- 2020:  Sølv
- 2022: 4.-plads
- 2024: 4.-plads

## Nuværende trup
Den aktuelle franske trup ved EM i håndbold 2024 i Schweiz, Østrig og Ungarn.
Landstræner: Olivier Krumbholz
| Nr. | Navn              | Position     | Alder                      | Kampe | Mål | Klub                       |
| --- | ----------------- | ------------ | -------------------------- | ----- | --- | -------------------------- |
| 1   | Laura Glauser     | Målvogter    | 20. august 1993 (31 år)    | 134   | 1   | Ferencvárosi TC            |
| 3   | Alicia Toublanc   | Højre fløj   | 3. maj 1996 (28 år)        | 60    | 167 | SCM Râmnicu Vâlcea         |
| 4   | Pauline Coatanea  | Højre fløj   | 6. juli 1993 (31 år)       | 72    | 127 | Brest Bretagne Handball    |
| 5   | Clarisse Mairot   | Venstre back | 27. januar 2001 (24 år)    | 2     | 2   | Brest Bretagne Handball    |
| 6   | Chloé Valentini   | Venstre fløj | 19. april 1995 (29 år)     | 98    | 280 | Metz Handball              |
| 8   | Coralie Lassource | Venstre fløj | 1. september 1992 (32 år)  | 102   | 172 | Brest Bretagne Handball    |
| 20  | Laura Flippes     | Højre back   | 13. december 1994 (30 år)  | 141   | 278 | Metz Handball              |
| 21  | Orlane Kanor      | Venstre back | 16. juli 1997 (27 år)      | 100   | 225 | Ferencvárosi TC            |
| 22  | Tamara Horacek    | Playmaker    | 5. november 1995 (29 år)   | 97    | 193 | RK Krim                    |
| 23  | Déborah Lassource | Venstre back | 29. september 1999 (25 år) | 36    | 32  | Borussia Dortmund Handball |
| 26  | Pauletta Foppa    | Stregspiller | 22. december 2000 (24 år)  | 96    | 247 | Brest Bretagne Handball    |
| 27  | Estelle Nze Minko | Venstre back | 11. august 1991 (33 år)    | 198   | 484 | Győri ETO KC               |
| 29  | Oriane Ondono     | Venstre back | 14. april 1996 (28 år)     | 34    | 33  | Brest Bretagne Handball    |
| 31  | Lucie Granier     | Højre fløj   | 11. maj 1999 (25 år)       | 55    | 107 | Metz Handball              |
| 32  | Sarah Bouktit     | Stregspiller | 27. august 2002 (22 år)    | 33    | 53  | Metz Handball              |
| 70  | Léna Grandveau    | Playmaker    | 21. januar 2003 (22 år)    | 34    | 49  | Neptunes de Nantes         |
| 70  | Hatadou Sako      | Målvogter    | 21. oktober 1995 (29 år)   | 28    | 0   | Győri ETO KC               |

### Trænerteam
| Rolle            | Navn                | Start år |
| ---------------- | ------------------- | -------- |
| Cheftræner       | Sébastien Gardillou | 2024     |
| Målvogtertræner  | Amandine Leynaud    | 2022     |
| Teknisk direktør | Philippe Bana       | 1999     |

## Tidligere spillere

### Spillere med særlige udnævnelser
MVP
- Valérie Nicolas (målvogter), VM 2004

All-Star Hold
- Nodjialem Myaro (playmaker), VM 1999
- Stéphanie Cano (højre fløj), EM 2002
- Valérie Nicolas (målvogter), VM 2003, VM 2007
- Isabelle Wendling (stregspiller), VM 2004
- Véronique Pecqueux-Rolland (playmaker), Sommer-OL 2004
- Mariama Signaté (venstre back), VM 2009
- Allison Pineau (playmaker), VM 2009, VM 2011, Sommer-OL 2016
- Alexandra Lacrabere (højre back), Sommer-OL 2016
- Béatrice Edwige (forsvarsspiller), EM 2016
- Grâce Zaadi (playmaker), VM 2017
- Siraba Dembélé (venstre fløj), VM 2017
- Amandine Leynaud (målvogter), EM 2018